# Obrijež
Obrijež su naseljeno mjesto u sastavu Grada Bijeljine, Republika Srpska, BiH.

## Stanovništvo
| Obrijež            |              |
| godina popisa      | 1991.        |
| Srbi               | 210 (96,33%) |
| Muslimani          | 0            |
| Hrvati             | 0            |
| Jugoslaveni        | 6 (2,75%)    |
| ostali i nepoznato | 2 (0,91%)    |
| ukupno             | 218          |